# TMF Hakkeeh
TMF Hakkeeh est un programme télévisé de la chaîne néerlandaise TMF. L'émission, hebdomadaire, propose au milieu des années 1990 un ensemble de rubriques et la diffusion des meilleurs clips des succès techno hardcore et gabber. L'émission diffuse également des enregistrements d'événements.

## Description
Présentée d'abord par Gabber Piet, le plateau accueille de nombreux artistes, parmi lesquels le groupe Charly Lownoise & Mental Theo qui est fréquemment présent sur le plateau. Après « l'affaire » Hakke & Zage, Gabber Piet est débarqué de l'émission car devenu très impopulaire parmi les gabbers. C'est le duo de MCs Drokz et Da Mouth of Madness qui le remplace. Ils disposent alors d'une relative autonomie, le producteur de l'émission et géant de la scène gabber, ID&T, étant trop occupé autre part pour consacrer du temps à surveiller les deux présentateurs. Différentes rubriques s'enchaînent, en particulier « Effe Ouwehoeren met Drokz » ; Drokz y incarne parfois le personnage de « Opa Drokz » en français : « papy Drokz », surnom qui lui restera.
Le titre, Hakkeeh, est une reprise du cri de ralliement des gabbers, attribué à The Dark Raver.